# 자치주 (중화인민공화국)
자치주(중국어: 自治州, 병음: zìzhìzhōu)는 중화인민공화국 행정 단위의 하나로 성급과 현급의 중간 행정 단위로 중국의 소수민족에 자치권이 부여된 지구급의 행정체다. 중국의 소수민족 자치행정체로서는 성급의 자치구나 현급의 자치현, 자치기, 향진급의 민족향 하급의 자치촌도 있다. 중국에는 현재 성급 산하에 30개의 자치주가 있다.

## 자치주
중화인민공화국의 민족 자치주는 다음과 같다. (가나다순)

### 간쑤성
- 린샤 후이족 자치주 (临夏回族自治州)
- 간난 티베트족 자치주 (甘南藏族自治州)

### 구이저우성
- 첸둥난 먀오족 둥족 자치주 (黔東南苗族侗族自治州)
- 첸난 부이족 먀오족 자치주 (黔南布依族苗族自治州)
- 첸시난 부이족 먀오족 자치주 (黔西南布依族苗族自治州)

### 쓰촨성
- 아바 티베트족 창족 자치주 (阿坝藏族羌族自治州)
- 간쯔 티베트족 자치주 (甘孜藏族自治州)
- 량산 이족 자치주 (凉山彝族自治州)

### 신장 위구르 자치구
- 커쯔러쑤 키르기스 자치주 (克孜勒苏柯尔克孜自治州)
- 바인궈렁 몽골 자치주 (巴音郭楞蒙古自治州)
- 창지 후이족 자치주 (昌吉回族自治州)
- 보얼타라 몽골 자치주 (博尔塔拉蒙古自治州)
- 이리 카자크 자치주 (伊犁哈萨克自治州)

### 윈난성
윈난성은 이족, 바이족, 다이족, 티베트족(짱족), 장족, 먀오족, 리수족, 하니족 등 소수 민족의 전시장이라고 할만큼 많은 소수민족이 있다.
- 추슝 이족 자치주 (楚雄彝族自治州)
- 다리 바이족 자치주 (大理白族自治州)
- 더훙 다이족 징포족 자치주(德宏傣族景颇族自治州)
- 디칭 티베트족 자치주 (迪庆藏族自治州)
- 훙허 하니족 이족 자치주 (河哈尼族彝族自治州)
- 누장 리수족 자치주 (怒江傈僳族自治州)
- 원산 좡족 먀오족 자치주 (文山壮族苗族自治州)
- 시솽반나 다이족 자치주 (西双版纳傣族自治州)

### 지린성
- 연변 조선족 자치주 (延邊朝鮮族自治州)

### 칭하이성
대부분 티베트족, 후이족이 주요 소수 민족이다. 아래의 지명에서 ‘海’는 칭하이호를, ‘黄’은 황허 강을 가리킨다.
- 하이베이 티베트족 자치주 (海北蔵族自治州)
- 하이난 티베트족 자치주 (海南蔵族自治州)
- 하이시 몽골족 티베트족 자치주 (海西蒙古族蔵族自治州)
- 황난 티베트족 자치주 (黄南蔵族自治州)
- 궈뤄 티베트족 자치주 (果洛蔵族自治州)
- 위수 티베트족 자치주  (玉樹蔵族自治州)

### 후난성
- 샹시 투자족 먀오족 자치주 (湘西土家族苗族自治州)

### 후베이성
- 언스 투자족 먀오족 자치주 (恩施土家族苗族自治州)

## 같이 보기
- 민족구역자치
- 중국의 소수민족